# Raschkäfer
Die Raschkäfer oder Uferläufer (Elaphrus) sind eine Gattung der Käfer aus der Familie der Laufkäfer (Carabidae) innerhalb der Unterfamilie Elaphrinae. Sie kommt in Europa mit elf Arten und Unterarten vor, fünf sind auch in Mitteleuropa heimisch.

## Merkmale
Die mittelgroßen Käfer haben eine gewisse Ähnlichkeit mit Sandlaufkäfern, sind jedoch deutlich kleiner. Ihr Kopf ist groß, die Facettenaugen treten seitlich hervor. Der Halsschild ist herzförmig. Die Deckflügel haben vier Reihen großer, flacher, häufig innen blau oder grün gefärbter Spiegelflecken, zwischen denen der Zwischenraum dicht punktförmig strukturiert ist.
Die Larven haben auf ihrem Kopf einen Längskiel, der nach vorne zu einem Horn ausgezogen ist. Dadurch sehen sie den Larven der Gattung Omophron ähnlich, unterscheiden sich von ihnen jedoch durch ihre kurzen Beine, an denen die Tarsen zwei Klauen haben.

## Vorkommen und Lebensweise
Die tagaktiven Imagines sind sehr schnelle Läufer und leben an schlammigen Gewässerufern und in feuchten Uferauen. Die Larven sind nachtaktiv. Sie überwintern meistens als adulte Tiere.

## Arten (Auswahl)
- Elaphrus lapponicus Gyllenhal, 1810
- Elaphrus angusticollis R.F. Sahlberg, 1844
- Erzgrauer Uferläufer Elaphrus aureus P. Müller, 1821
- Elaphrus ullrichii W. Redtenbacher, 1842
- Elaphrus hypocrita Semenov, 1926
- Elaphrus lheritieri Antoine, 1847
- Kleiner Uferläufer Elaphrus riparius (Linnaeus, 1758)
- Elaphrus tuberculatus Mäklin, 1878
- Kupferfarbener Uferläufer Elaphrus cupreus Duftschmid, 1812
- Elaphrus pyrenoeus Motschulsky, 1850
- Elaphrus uliginosus Fabricius, 1792